# Chauffeur
Chauffeur è un termine francese che indica un conducente di professione, in genere al servizio di persone agiate o nobili.

## Origine e significato
Lo chauffeur era propriamente colui che alimentava il fuoco (accezione documentata nel 1680) e, successivamente, divenne il "fochista d'una macchina a vapore". Solo nel corso del 1900, divenne sinonimo di conducente.

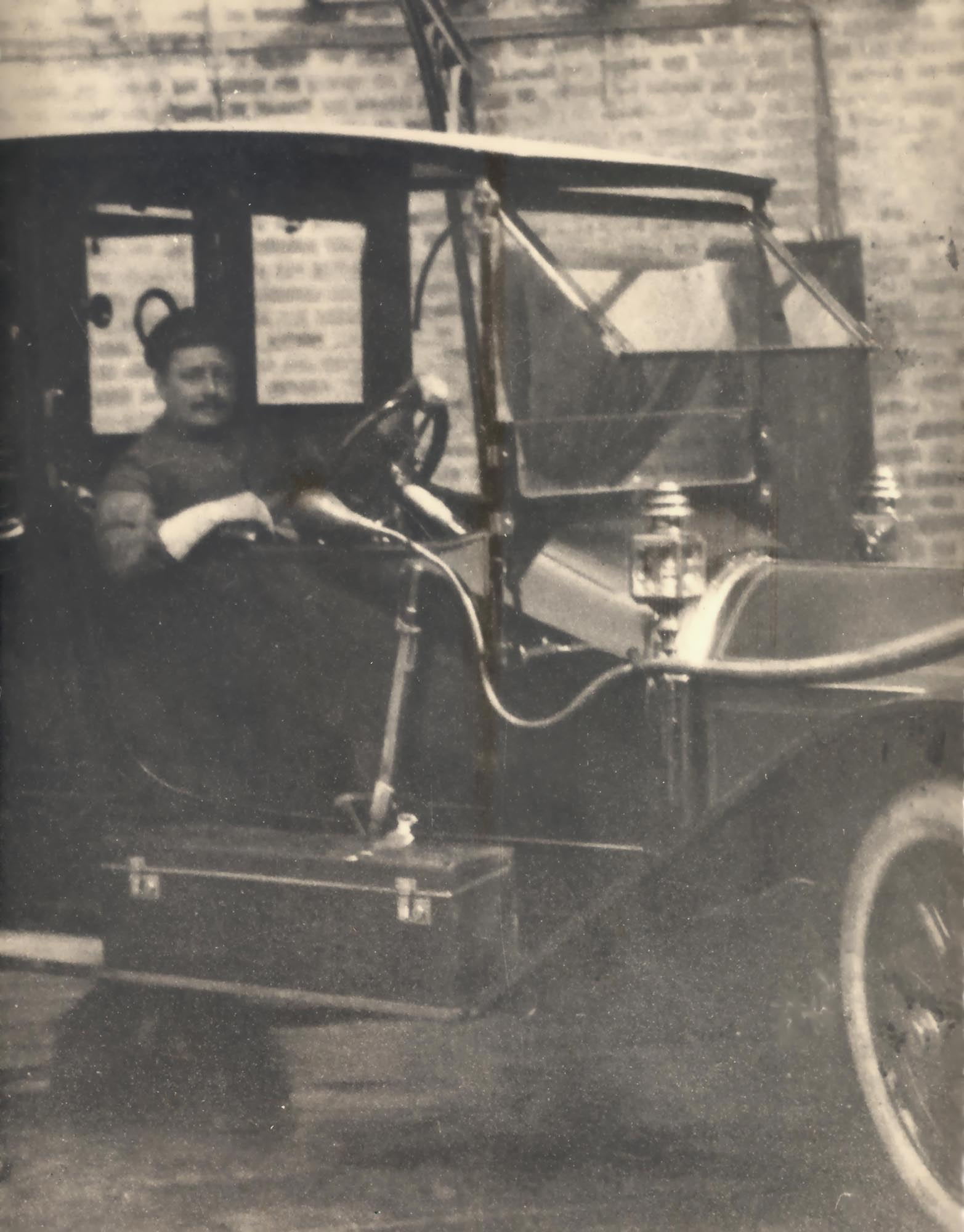
Chauffeur, Italia, 1910 circa

L'industria delle automobili è stata agli inizi specialmente francese e italiana, cosa che spiega il perché dell'uso internazionale della parola chauffeur a indicare il conducente d'auto: questa la spiegazione offerta nel 1903 (e pubblicata nel 1905) da Alfredo Panzini nel suo "Dizionario moderno".
Durante il periodo fascista, nel tentativo di bandire gli esotismi, anche al termine chauffeur fu imposta la sostituzione con un termine italiano, Bruno Migliorini ideò come sostituto il termine "autista" , ottenuto per contrazione della parola "automobilista", che fu uno dei pochi casi di questa campagna di italianizzazione a rimanere nella lingua correntemente parlata. In epoca moderna, il termine chauffeur, caduto in disuso per indicare l'autista in generale, indica l'elegante guidatore di vetture a servizio di una persona agiata o nobile.

## Primo chauffeur in Italia
Il primo chauffeur italiano del quale si hanno notizie certe è il Torinese Bartolomeo Tonietto, detto Alberto, il quale conseguì la patente di guida nel 1901, appena diciottenne, mettendosi al servizio di vari notabili dell'epoca, per poi essere stabilmente assunto da Luigi Amedeo di Savoia-Aosta, duca degli Abruzzi, nel 1908.